# Music as a Weapon II
Music as a Weapon II från 2004 är Disturbeds första livealbum. Det är inspelat 2003 under turnén med samma namn, tillsammans med bandet Taproot, Chevelle, och Unloco. Albumet innehåller två nya, tidigare outginva låtar från Disturbed, "Fade to Black" (Metallica-cover) och "Dehumanized".

## Låtlista
1. Disturbed - "Loading the Weapon"
2. Disturbed - "Bound"
3. Taproot - "Myself"
4. Disturbed - "Dehumanized"
5. Chevelle - "Forfeit"
6. Disturbed - "Fade To Black"
7. Unloco - "Empty"
8. Taproot - "Sometimes"
9. Disturbed - "Darkness"
10. Unloco - "Bruises"
11. Disturbed - "Prayer"
12. Chevelle - "The Red"
13. Taproot - "Poem"
14. Disturbed, Pete Loeffler och Joey Duenas - "Stupify"